# Takifugu porphyreus
Takifugu porphyreus är en fiskart som först beskrevs av Temminck och Hermann Schlegel 1850.  Takifugu porphyreus ingår i släktet Takifugu och familjen blåsfiskar. Inga underarter finns listade i Catalogue of Life.